# Chesiadodes daedalea
Chesiadodes daedalea är en fjärilsart som beskrevs av Frederick H. Rindge 1969. Chesiadodes daedalea ingår i släktet Chesiadodes och familjen mätare. Inga underarter finns listade i Catalogue of Life.